# Alulfus von Tournai
Alulfus von Tournai (lat. Alulfus Tornacensis) (* um 1075 in Tournai; † um 1144 in Tournai) war ein Benediktinermönch des 12. Jahrhunderts und Verfasser einer Anthologie aus den Kommentaren zu Moralia in Iob sowie einer Sammlung von Sätzen und Gedanken aus den Werken des hl. Gregor und trug den Titel Gregorialis.

## Leben

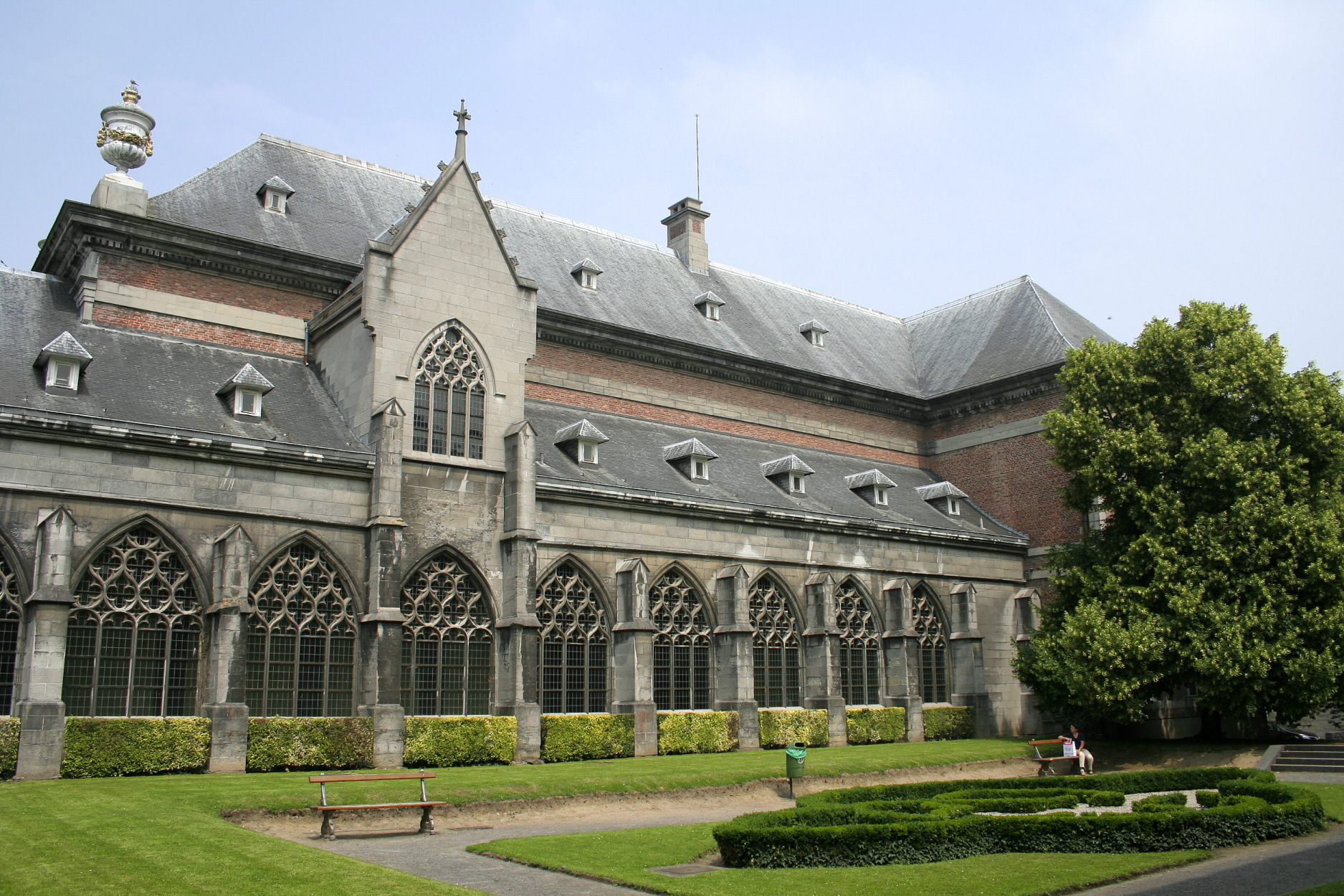
Teilansicht der ehemaligen Benediktinerabtei St. Martin von Tournai

Alulfus von Tournai wurde um das Jahr 1070 in Tournai geboren. Sein Vater wurde ebenfalls im 11. Jahrhundert in Tournai geboren und war der große Kantor der Kathedrale Siger. Alulfus, der selbst Kanoniker war, diente 47 Jahre als Bibliothekar und Kantor der Benediktinerabtei St. Martin von Tournai.
Im Jahre 1095 nahm er die benediktinischen Regeln an und wandte sich der Benediktinerabtei St. Martin in Tournai zu. Zur Blütezeit der Domschule in Tournai ermahnte ihn sein Abt, Odo von Tournai, dem späteren Bischof von Cambrai Odo von Cambrai eine Sammlung von Sätzen der Heiligen Schriften zu verfassen, die in den Werken des hl. Gregor des Großen enthalten sind.
Diese Werke scheinen im Mittelalter eine besondere Anziehungskraft ausgeübt zu gehabt zu haben, denn drei Schriftsteller hatten sich vor Alulfus und sechzehn nach ihm darum gekümmert. Alulfus unterschied jedoch sich von den vielen anderen Kompilatoren dadurch, dass er die vorhandenen Gedanken der Schriften lediglich entnahm, eine Art, die er sich zu eigen gemacht hatte. Seine Arbeiten enthalten Kommentare zur Heiligen Schrift und sind in drei Bücher unterteilt: Das erste umfasst den Pentateuch und die historischen Bücher des Alten Testaments; der zweite die Psalmen und Propheten; das dritte ist das Neue Testament, was als Opus exceptionum Gregorianum bekannt wurde. Das Manuskript wurde in vier Bänden in der Bibliothek von St. Martin in Tournai aufbewahrt. Das dritte Buch wurde 1516 in Paris und in Straßburg in vier Bänden gedruckt.
Sixtus von Siena (1520–1569) lobte Alulfus für seine wissenschaftlichen Kenntnisse und seine Orthodoxie. Hériman von Tournai (1095–1147) ein Zeitgenosse und dritter Abt von St. Martin in Tournai setzte seinen Tod im achtundvierzigsten Jahr seines Berufs im Jahre 1144 fest.

## Werke
- Alulfus Tornacensis: De Expositione Novi Testamenti. Abgerufen am 20. September 2019 (Latein).
- Arnulfus de Tornaco, (Alulfus Tornacensis): Alulfus sive Arnulfus de Tornaco, Gregoriale, pars IV, de diversis senteniis. Abgerufen am 20. September 2019 (Latein).
- Alulphus Tornacensis: Gregoriana super nouum testame(n)tum: Ex operibus beati Gregorij gloriosissimi pape et co(n)fessoris, insigne, pium ac religiosum exceptionum opus super nouum testame(n)tum. 1516, abgerufen am 20. September 2019 (Latein).